# Isòtops del rutherfordi
El rutherfordi (Rf) no té cap isòtop estable. S'han caracteritzat 16 isòtops, el més estable dels quals és el 265Rf, amb un període de semidesintegració de 13 hores.
Les primeres mostres d'aquest element es van obtenir mitjançant reaccions nuclears amb fusió d'un isòtop de plutoni, 242Pu, amb un de neó, 22Ne.
Es coneix molt poc sobre aquest element, ja que fins al moment només s'han pogut crear petites quantitats.

## Taula
| Símbol del núclid | Z(p)                | N(n)                | massa isotòpica(u)  | període de semidesintegració | Espín nuclear | composició isotòpics representativa (fracció molar) | rang de variació natural (fracció molar) |
| Símbol del núclid | energia d'excitació | energia d'excitació | energia d'excitació | període de semidesintegració | Espín nuclear | composició isotòpics representativa (fracció molar) | rang de variació natural (fracció molar) |
| ----------------- | ------------------- | ------------------- | ------------------- | ---------------------------- | ------------- | --------------------------------------------------- | ---------------------------------------- |
| 253Rf             | 104                 | 149                 | 253.10069(49)#      | 13(5) ms                     | (7/2)(+#)     |                                                     |                                          |
| 253mRf            | 200(150)# keV       | 200(150)# keV       | 200(150)# keV       | 52(14) µs [48(+17-10) µs]    | (1/2)(-#)     |                                                     |                                          |
| 254Rf             | 104                 | 150                 | 254.10018(31)#      | 23(3) µs                     | 0+            |                                                     |                                          |
| 255Rf             | 104                 | 151                 | 255.10134(19)#      | 1.64(11) s                   | (9/2-)#       |                                                     |                                          |
| 255mRf            | -80(180)# keV       | -80(180)# keV       | -80(180)# keV       | 1.0(4) s [0.8(+5-2) s]       | 5/2+#         |                                                     |                                          |
| 256Rf             | 104                 | 152                 | 256.101166(26)      | 6.45(14) ms                  | 0+            |                                                     |                                          |
| 257Rf             | 104                 | 153                 | 257.10299(11)#      | 4.7(3) s                     | (1/2+)        |                                                     |                                          |
| 257mRf            | 114(17) keV         | 114(17) keV         | 114(17) keV         | 3.9(4) s                     | (11/2-)       |                                                     |                                          |
| 258Rf             | 104                 | 154                 | 258.10349(22)#      | 12(2) ms                     | 0+            |                                                     |                                          |
| 259Rf             | 104                 | 155                 | 259.10564(8)#       | 2.8(4) s                     | 7/2+#         |                                                     |                                          |
| 260Rf             | 104                 | 156                 | 260.10644(22)#      | 21(1) ms                     | 0+            |                                                     |                                          |
| 261Rf             | 104                 | 157                 | 261.10877(3)        | 5.5(25) s                    | 3/2+#         |                                                     |                                          |
| 261mRf            | 70(100)# keV        | 70(100)# keV        | 70(100)# keV        | 81(9) s                      | 9/2+#         |                                                     |                                          |
| 262Rf             | 104                 | 158                 | 262.10993(30)#      | 2.3(4) s                     | 0+            |                                                     |                                          |
| 262mRf            | 600(400)# keV       | 600(400)# keV       | 600(400)# keV       | 47(5) ms                     | high          |                                                     |                                          |
| 263Rf             | 104                 | 159                 | 263.11255(20)#      | 11(3) min                    | 3/2+#         |                                                     |                                          |
| 264Rf             | 104                 | 160                 | 264.11399(48)#      | 1# h                         | 0+            |                                                     |                                          |
| 265Rf             | 104                 | 161                 | 265.11670(46)#      | 13 h                         | 3/2+#         |                                                     |                                          |
| 266Rf             | 104                 | 162                 | 266.11796(58)#      | 10# h                        | 0+            |                                                     |                                          |
| 267Rf             | 104                 | 163                 | 267.12153(62)#      | 5# h [2.3(+980-17) h]        |               |                                                     |                                          |
| 268Rf             | 104                 | 164                 | 268.12364(76)#      | 1# h                         | 0+            |                                                     |                                          |